# Ольга Таусскі-Тодд
Ольга Таусскі-Тодд (нім. Olga Taussky-Todd ; 30 серпня 1906, Оломоуць, Австро-Угорщина — 7 жовтня 1995, Пасадена (Каліфорнія), США) — американська вчена-математик; учениця австрійського математика Вільгельма Віртінгера.

## Життєпис
Народилася 30 серпня 1906 року в місті Оломоуць Австро-Угорщини, нині Чехії, в єврейській родині: її батько — Юліус Давид Таусскі, був промисловим хіміком, а мати — Іда Поллі, була домогосподаркою.
Після здобуття вищої освіти Ольга працювала в алгебраїчній теорії чисел під керівництвом німецького професора Віденського університету Філіпа Фуртвенглера (англ. Philipp Furtwängler). Одночасно вона відвідувала засіданнях товариства вчених -Віденського гуртка.
У 1935 році Ольга Таусскі переїхала в Англію і стала науковим співробітником коледжу Гіртон (Girton College) Кембриджського університету, а також Брін Мар коледжу. Областю її наукових інтересів стала теорія матриць. Вона використовувала матриці для аналізу вібрацій літаків під час Другої світової війни в Національній фізичній лабораторії Великої Британії. З 1938 була одружена з британським математиком Джоном Тоддом (1911—2007), своїм колегою з Лондонського університету.
У 1945 році емігрувала в США і працювала в Національному інституті стандартів і технологій. З 1957 року була співробітницею Каліфорнійського технологічного інституту в Пасадені, штат Каліфорнія. Таусскі-Тодд була науковим керівником першої жінки доктора наук Каліфорнійського технологічного інституту в математиці — Лотарингії Лоріс Фостер (Lorraine Lois Foster, нар. 1938).
Померла 7 жовтня 1995 року в Пасадені.
Ольга Таусскі-Тодд була членом Американської асоціації сприяння розвитку науки. Удостоєна ряду нагород, серед яких премія Noether Lecturer (жінкам-ученим, які зробили істотний внесок в математичні науки) і Австрійський почесний знак «За науку і мистецтво» 1-го ступеня (1978).

## Членство в академіях наук
- 1975 - Академія наук Австрії
- 1985 - Баварська академія наук
- 1991 - Американська асоціація розвитку науки

## Нагороди та відзнаки
- 1971 - Нагорода "форд" від математичної асоціації Америки
- 1978 - австрійський Хрест честі за заслуги в галузі науки і мистецтва першого класу
- 1980 р. - почесний доктор Віденського університету
- 1981 - лекція Нетера
- 1988 - почесний доктор УніверситетуПівденної Каліфорнії

## Вшанування пам'яті
Влітку 2016 року сім вчених-жінок, серед яких Ольга Таусскі-Тодд, були вшановані скульптурами в Віденському університеті в рамках проекту 650-річчя університету.

## Вибрані публікації
- Як я стала факелоносцем для теорії матриць , American Mathematical Monthly. 95, 1988
- Ольга Таусскі, "Повторювана теорема про детермінанти", 'Амер. Математика. Щомісяця.    56  '(1949) 673-676.
- Ольга Таусскі, "Узагальнені комутатори матриць і перестановки факторів у творі трьох матриць", Дослідження з математики і механіки представлені Річардом фон Мізесу, Academic Press, NY, 1954.
- Ольга Таусскі і Джон Тодд, "Нескінченні повноваження матриць",  J. London Math. Соц.   '17'  (1942) 147-151.
- Ольга Таусскі, "Матриці C з C  n  & rarr; 0,"  J. Алгебра,   '1'  (1954) 5-10.
- Ольга Таусскі і Джон Тодд, "Матриці з кінцевим періодом",  Proc. Едінбургська математика. Soc.   '6'  (1939) 128-134.
- Ольга Таусскі, "Про теорему Латимера і Макдауфі",  Can. J. Math.     (1949) 300-302.
- Суми квадратів, американський математичний місяць. v. 77, 1970